# I Could Be the One (canción de Stacie Orrico)
«I Could Be the One» es una canción de la cantante estadounidense Stacie Orrico, de su segundo álbum de estudio homónimo. Fue lanzado como sencillo solo en Reino Unido y Polonia. Escrita por Stacie Orrico, Antonio Phelon, Tasia Tjornhorn y Tedd T.

## Video musical
El video filmado en marzo de 2004. de la canción sigue la misma línea que el "vídeo Stuck", también dirigido por Diane Martel. En el video se muestra a Stacie llegando a una escuela donde las personas actúan de manera totalmente descontrolada, en ese instante se encuentra con Trevor Wright (quien también aparece en Stuck), intentando seducirla pero ella lo evade: a lo largo del video ella a través de su canción le deja claro que no quiere estar con él (aunque la letra de la canción no tiene mucho que ver con la trama del video), después Stacie lo ridiculiza ya que no quiere dejarla en paz, arrojándole comida. El restaurante de la escuela enseguida queda sumido en el caos y todos arrojan comida: entonces los chicos se enfrentan a las chicas con una coreografía bastante trabajada, y al final del video todos levantan en brazos a Stacie.

## Canciones
Reino Unido: CD 1
1. «I Could Be the One» (Álbum Versión)
2. «Stuck» (Acústico)

Reino Unido: CD 2
1. «I Could Be the One» (Álbum Versión)
2. «Stuck» (Earthlink Live)
3. «Tight» (Earthlink Live)
4. «I Could Be the One» (Ideo)

## Posicionamiento
| Listas (2004)                  | Posición |
| ------------------------------ | -------- |
| Irlanda (IRMA)                 | 26       |
| Reino Unido (UK Singles Chart) | 34       |